# Maria Wern – Inte ens det förflutna
Maria Wern – Inte ens det förflutna är en svensk kriminalfilm regisserad av Erik Leijonborg, producerad av Martin Söder och med manus av Erik Ahrnbom och Fredrik T Olsson, baserad på Anna Janssons roman med samma namn. Det är den femte långfilmen om kriminalinspektören Maria Wern.

## Handling
Maria Wern får anonyma telefonsamtal och blir utsatt för mordförsök på väg hem från jobbet. För att söka skydd åker hon med ett gäng med tjejer från gymnasieklassen på en återträff till det pittoreska Stora Karlsö, på tjugoårsminnet av studenten. När polisen senare hittar en rullstolsburen kvinna mördad, som visar sig vara en av Marias gamla klasskamrater som dock tackade nej till återträffen, står det allt mer klart att den okända mördaren planerar ett mord på Stora Karlsö.

## Rollista
- Eva Röse – Maria Wern
- Allan Svensson – Tomas Hartman
- Peter Perski – Per Arvidsson
- Ulf Friberg – Jesper Ek
- Oscar Pettersson – Emil Wern
- Matilda Wännström – Linda Wern
- Frida Hallgren – Helén
- Rebecka Hemse – Cicci
- Fanny Risberg – Therese
- Vanna Rosenberg – Jenny
- Helena af Sandeberg – Karin
- Mirja Turestedt – Victoria
- Pernilla Ribeiro Novais – Jessica